# Fighting the World
 (mai 2017).
Si vous disposez d'ouvrages ou d'articles de référence ou si vous connaissez des sites web de qualité traitant du thème abordé ici, merci de compléter l'article en donnant les références utiles à sa vérifiabilité et en les liant à la section « Notes et références ».
Albums de Manowar
Sign of the Hammer
(1987) Kings of Metal
(1988)
Fighting the World est le 5e album studio du groupe de heavy metal Manowar, sorti le 17 fevrier 1987.

Le son de cet album est radicalement différent des deux précédents albums, celui-ci étant plus "Hard FM" et moins puissant. La production a beaucoup pris en qualité depuis les premiers efforts, à noter la présence de samples (explosions sur Violence and Bloodshed par exemple).
Il est le premier album de métal à avoir été entièrement enregistré et mixé en numérique.

## Chansons
Toutes les pistes par Joey DeMaio.
1. Fighting the World – 3:46
2. Blow Your Speakers – 3:36
3. Carry On – 4:08
4. Violence and Bloodshed – 3:59
5. Defender – 6:01
6. Drums of Doom – 1:18
7. Holy War – 4:40
8. Master of Revenge – 1:30
9. Black Wind, Fire and Steel – 5:17

## Formation
Eric Adams - Chant 

Ross the Boss - Guitare 

Joey DeMaio - Basse 

Scott Columbus - Batterie